# Ivan Asen I
Ivan Asen I, född okänt år, död 1196, var tsar av Bulgarien 1189-1196 tidivis tillsammans med sin bror Peter. De inledde processen att frigöra Bulgarien från det bysantinska riket som ledde till bildandet av det andra Bulgariska riket. Han efterträddes av sin bror Kalojan. Han var far till Ivan Asen II.